# Chaima Tumi
Chaima Tumi (en árabe: شيماء التومي‎; 23 de septiembre de 2003) es una deportista tunecina que compite en taekwondo.
Ganó una medalla de oro en los Juegos Panafricanos de 2023 y dos medallas de oro en el Campeonato Africano de Taekwondo, en los años 2021 y 2023.

## Palmarés internacional
| Juegos Panafricanos | Juegos Panafricanos      | Juegos Panafricanos | Juegos Panafricanos |
| Año                 | Lugar                    | Medalla             | Categoría           |
| ------------------- | ------------------------ | ------------------- | ------------------- |
| 2023                | Acra (Ghana)             | Medalla de oro      | –57 kg              |
| Campeonato Africano |                          |                     |                     |
| Año                 | Lugar                    | Medalla             | Categoría           |
| 2021                | Dakar (Senegal)          | Medalla de oro      | –53 kg              |
| 2023                | Abiyán (Costa de Marfil) | Medalla de oro      | –57 kg              |